# Episodi di Lebowitz vs. Lebowitz (seconda stagione)
La seconda stagione della serie televisiva Lebowitz vs. Lebowitz (Lebowitz contre Lebowitz), composta da 8 episodi, è stata trasmessa in Francia dal 14 febbraio al 7 marzo 2018 su France 2.
In Italia, la stagione è andata in onda dal 17 maggio al 7 giugno 2018 sul canale a pagamento Fox Crime.
| n° | Titolo originale                    | Titolo italiano                  | Prima TV Francia | Prima TV Italia |
| -- | ----------------------------------- | -------------------------------- | ---------------- | --------------- |
| 1  | Bébé blues                          | Baby blues                       | 14 febbraio 2018 | 17 maggio 2018  |
| 2  | La raison du plus fort              | La ragione del più forte         | 14 febbraio 2018 | 17 maggio 2018  |
| 3  | La montagne magique                 | La montagna magica               | 21 febbraio 2018 | 24 maggio 2018  |
| 4  | Delta Charlie Delta                 | Una vittima innocente            | 21 febbraio 2018 | 24 maggio 2018  |
| 5  | Le procès Julien Ocelot             | Il processo di Julien Ocelot     | 28 febbraio 2018 | 31 maggio 2018  |
| 6  | Où va le blanc quand la neige fond? | Sull'orlo di una crisi di nervi  | 28 febbraio 2018 | 31 maggio 2018  |
| 7  | Non bis in idem                     | Il principio del non bis in idem | 7 marzo 2018     | 7 giugno 2018   |
| 8  | Le seul médicament, c'est le Zouk   | Sospetti pericolosi              | 7 marzo 2018     | 7 giugno 2018   |